# Подгорье (Ивано-Франковская область)
Подго́рье (укр. Підгір'я) — село в Богородчанской поселковой общине Ивано-Франковского района Ивано-Франковской области Украины.
Население по переписи 2024 года составляло 2147 человек. Занимает площадь 30 км². Почтовый индекс — 77706. Телефонный код — 347157.

## История
В 1946 году указом ПВС УССР село Ляховцы переименовано в Быстрицу.